# Earl Tupper
Earl Tupper, egentligen Earl Silas Tupper, född den 28 juli 1907 i Berlin i New Hampshire i USA, död den 5 oktober 1983, var en amerikansk industriman.
Tupper uppfann och utvecklade produkten Tupperware, vilken är en typ av lufttät plastbehållare för förvaring av bland annat livsmedel.

## Biografi
Tupper föddes på en bondgård i Berlin i New Hampshire. Efter avslutad skolgång började han bedriva en verksamhet med jordbruksinriktning (landscaping) och (nursery), vilken han var sysselsatt med fram till den stora depressionen, när hans verksamhet tvingades i konkurs. Efter konkursen fick Tupper arbete hos DuPont Chemical Company.

## Skapandet av Tupperware
Genom att använda sig av hårdplast, som han erhöll från DuPont, och att rena denna vara kunde Tupper så småningom skapa lätta produkter med god hållbarhet.
Tupper grundade 1938 Tupperware Plastics Company och 1946 registrerade han varunamnet Tupperware och började leverera "Tupper Plastics" till varuhus. Från 1948 och framåt övergick verksamheten till att sälja Tupperware-produkter genom privata hem, där det ordnades så kallade Tupperware-partyn.
I samband med omläggningen av försäljningsstrategierna flyttades företagets högkvarter från Massachusetts till Orlando, Florida.
Efter 1958 sålde Tupper Tupperware Company för 16 miljoner USD till Rexall (som blev Dart Industries år 1969). Strax efter försäljningen tog han ut skilsmässa från hustrun och avsade sig sitt amerikanska medborgarskap för att uppnå skattefördelar. Han använde en del av sin förmögenhet till att köpa en ö i Centralamerika. År 1984, året efter hans död, upphörde hans patent på Tupperware.